# An Mhucais
An Mhucais (littéralement « le dos de cochon » en irlandais), ou Muckish en anglais, est une montagne située dans le comté de Donegal, en Irlande.

## Géographie
An Mhucais culmine à 666 m d'altitude et constitue le troisième sommet le plus élevé des montagnes de Derryveagh. An Mhucais est aussi le sommet le plus septentrional et le deuxième plus élevé de la série de montagnes connue sous le nom des « sept sœurs » : An Mhucais, Crocknalaragagh, Aghla Beg, Ardloughnabrackbaddy, Aghla More, Mackoght et Errigal.
Les villages les plus proches d'An Mhucais sont Falcarragh, Moyra, Dunfanaghy et Creeslough. Près de Falcarragh se trouve Mám na Mucaise (le « fossé d'An Mhucais ») où l'on trouve le Droichead na nDeor (le « pont des larmes »).

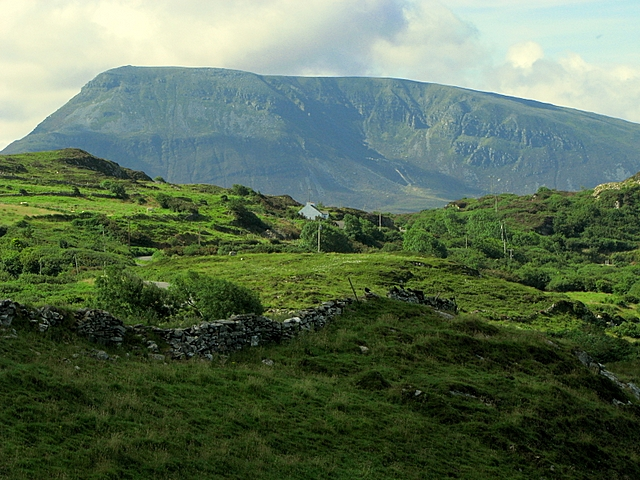
An Mhucais vu de Roshin, près de Croaghaderry.
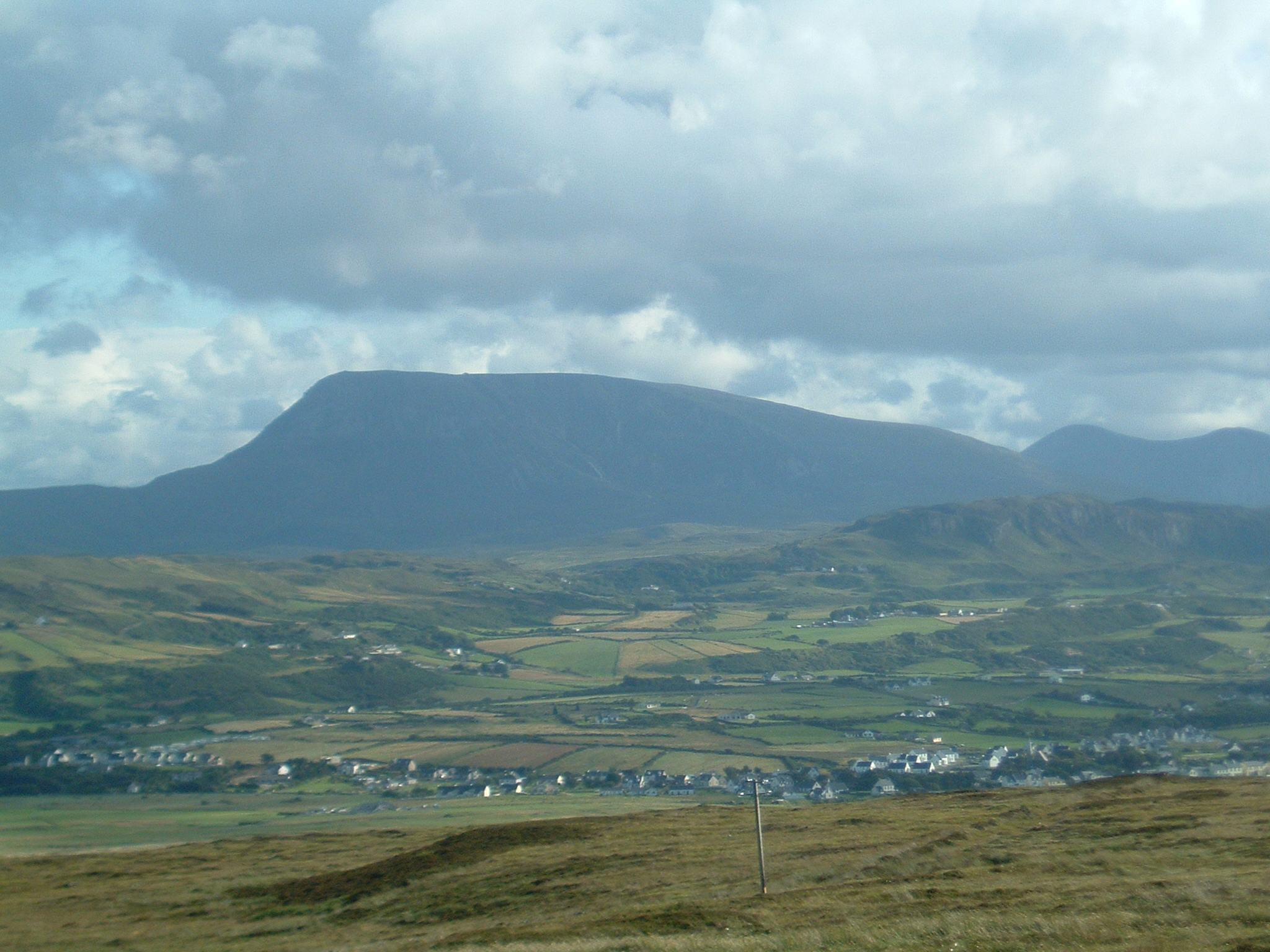
An Mhucais vu de Horn Head.
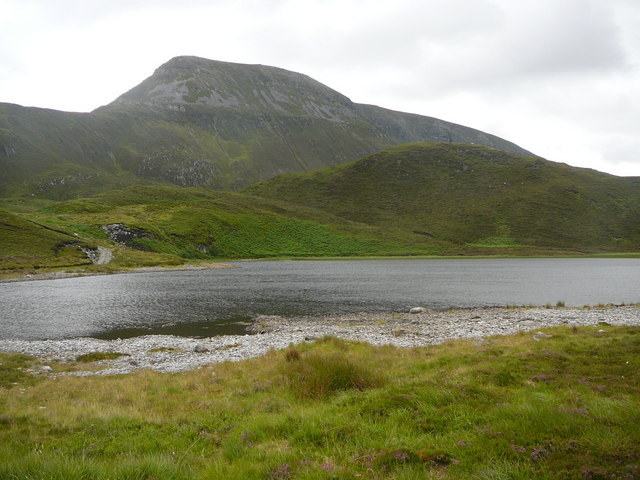
An Mhucais vu de Lough Naboll.

## Histoire
C'est du Droichead na nDeor que plusieurs milliers d'immigrants de Cloughaneely dirent adieu à leur famille. Le poète Percy French visita le district au début du XXe siècle, et écrivit le poème Une mère irlandaise alors qu'il logeait à l'hôtel de Falcarragh.
Du sable quartzique d'excellente qualité a été extrait d'un flanc de la montagne. La production a atteint un pic durant la Seconde Guerre mondiale, avant que la mine soit abandonnée au milieu des années 1950. Les restes de la carrière d'extraction sont toujours visibles sur le versant nord. Le sable était exporté et était essentiellement utilisé pour la fabrication de verres optiques.

## Ascension
Le « chemin des mineurs », qui mène au sommet, suit en partie la voie empruntée par les mineurs sur le versant nord pour atteindre la carrière.
Un chemin moins difficile vers le sommet part du sud de la montagne.

### Sources
- (ga)/(en) Cet article est partiellement ou en totalité issu des articles intitulés en irlandais « An Mhucais » (voir la liste des auteurs) et en anglais « Muckish » (voir la liste des auteurs).